# Козлов Сергій Кононович
Сергій Кононович Козлов (1886 — 1938?) — український радянський діяч, відповідальний секретар Запорізького окружного комітету КП(б)У. Кандидат у члени ЦК КП(б)У в травні 1924 — січні 1925 р. Член ЦК КП(б)У в січні — грудні 1925 р. Член Центральної Контрольної Комісії КП(б)У в грудні 1925 — червні 1930 р. Член Центральної контрольної комісії ВКП(б) у грудні 1927 — червні 1930 р.

## Біографія
Робітник Сормовського заводу міста Нижнього Новгорода. Член РСДРП(б) з 1904 року.
У 1919 році — член Нижегородського губернського комітету РКП(б), на керівній роботі у виконавчому комітеті Нижегородської губернської ради. У 1921 році працював у торговому представництві РРФСР в Берліні.
Потім — на партійній роботі в Катеринославській губернії.
У жовтні 1923 — березні 1925 року — відповідальний секретар Запорізького окружного комітету КП(б)У.
З 1925 року — в апараті Центральної контрольної комісії КП(б)У, кандидат у члени Президії ЦКК КП(б)У.
У 1927—1929 роках — голова Сталінської окружної контрольної комісії КП(б)У — завідувач Сталінської окружної робітничо-селянської інспекції на Донбасі.